# Kanton Secondigny
Der Kanton Secondigny war bis 2015 ein französischer Wahlkreis im Arrondissement Parthenay, im Département Deux-Sèvres und in der Region Poitou-Charentes; sein Hauptort war Secondigny. Vertreter im Generalrat des Départements war zuletzt von 2001 bis 2015 (vormals DVD, jetzt UMP).
Der acht Gemeinden umfassende Kanton war 205,16 km² groß und hatte 7013 Einwohner (Stand: 1999).

## Gemeinden
| Gemeinde             | Einwohner Jahr | Fläche km² | Bevölkerungsdichte | Code INSEE | Postleitzahl |
| -------------------- | -------------- | ---------- | ------------------ | ---------- | ------------ |
| Allonne              | 674 (2013)     | –          | – Einw./km²        | 79007      | 79130        |
| Azay-sur-Thouet      | 1.138 (2013)   | –          | – Einw./km²        | 79025      | 79130        |
| Neuvy-Bouin          | 490 (2013)     | –          | – Einw./km²        | 79190      | 79130        |
| Pougne-Hérisson      | 374 (2013)     | –          | – Einw./km²        | 79215      | 79130        |
| Le Retail            | 281 (2013)     | –          | – Einw./km²        | 79226      | 79130        |
| Saint-Aubin-le-Cloud | 1.752 (2013)   | –          | – Einw./km²        | 79239      | 79130        |
| Secondigny           | 1.822 (2013)   | –          | – Einw./km²        | 79311      | 79130        |
| Vernoux-en-Gâtine    | 570 (2013)     | –          | – Einw./km²        | 79342      | 79130        |